# Planolocha hyposema
Planolocha hyposema är en fjärilsart som beskrevs av Turner 1947. Planolocha hyposema ingår i släktet Planolocha och familjen mätare. Inga underarter finns listade i Catalogue of Life.